# 韦雷娜·本特勒
韦雷娜·本特勒（德語：Verena Bentele，1982年2月28日—），德国女子冬季两项、越野滑雪运动员。她曾代表德国参加1998年、2002年、2006年和2010年冬季残疾人奥林匹克运动会，获得十二枚金牌、二枚银牌和二枚铜牌。